# Migdal Afek
Pour les articles homonymes, voir Afek.
Pour l’ancienne ville cananéenne, voir Tel Afek.
Migdal Afek (aussi connu sous le nom de Migdal Tsedek ou Migdal Sedeq) est un parc national israélien situé à proximité de la ville de Rosh HaAyin. On peut y voir les ruines de la forteresse croisée de Mirabel.
Le site tire son nom de l’ancienne ville d’Afek située à proximité. La forteresse surplombe un étroit passage le long de la Via Maris que relie l’Égypte à la Syrie. Ce passage entre Migdal Afek et Tel Afek avait une importance stratégique car il permettait de contourner la rivière Yarkon et les marais de la plaine du Sharon.

## références
1. ↑  Joshua Prawer (trad. de l'hébreu), Histoire du royaume latin de Jérusalem, Paris, CNRS, 2001, 623 p. (ISBN 978-2-271-06541-4)